# Azur et Asmar
Pour les articles homonymes, voir Azur et Asmar.
Pour plus de détails, voir Fiche technique et Distribution.
Azur et Asmar est un long métrage d'animation français, belge et espagnol réalisé par Michel Ocelot et sorti en 2006. 
Réalisé en images de synthèse, le film aborde les sujets des inégalités sociales, de la fraternité, de la découverte des langues et cultures étrangères et de l'accession à l'âge adulte.

## Synopsis
Dans la France du XVe siècle, Jenane est une femme venue de l’autre côté de la Méditerranée. Veuve, elle habite dans une maison adossée au château d’un homme riche, noble et arrogant. Déjà mère d’un enfant nommé Asmar (أَسْمَر (’Asmar), « brun »), elle est engagée comme nourrice pour Azur, le noble enfant du riche maître des terres. Les deux enfants sont frères de lait et se connaissent depuis la naissance. Jenane met un point d’honneur à s’occuper des deux garçons de manière égale, en réfrénant leur jalousie. Mais vient le temps où le père d’Azur décide de séparer les deux enfants afin de donner à son fils une éducation de qualité conforme à son rang, dont Asmar ne pourra profiter. Malgré la nouvelle vie d’Azur dans le château de son père, Asmar participe en cachette aux leçons données à Azur : équitation, dialectique, danse. Après une énième rixe où les enfants se sont disputé l’amour maternel de Jenane, le père d’Azur décide d’engager un précepteur et d’envoyer son fils étudier en ville, dans une autre région, très loin du château. Asmar et Jenane regardent partir le convoi impuissants, sans avoir eu le temps de présenter leurs adieux à Azur. Le châtelain congédie immédiatement Jenane, tout en lui confisquant le peu de biens qu'elle possède.
Dix ans après le départ de Jenane du château, Azur, devenu adulte, annonce à son père qu’il souhaite traverser les mers pour délivrer et épouser la Fée des Djinns, une créature enchanteresse prisonnière d'une cage de cristal et dont les légendes ont bercé l'enfance du jeune homme et de son frère de lait à travers les contes de Jenane. Mais, lors d’une tempête, il tombe à la mer, et échoue sur des rives inconnues. Rétabli de sa nuit sur les rives de la Méditerranée, il marche vers la ville, les yeux clos pour échapper au regard dédaigneux des habitants craignant « La malédiction des Yeux Bleus ». Au hasard de ces marches aveugles, il rencontre Crapoux, un loqueteux parlant sa langue. Ce dernier propose alors à Azur son aide et devient son guide et son interprète.
En utilisant son odorat et en tâtonnant, Azur se retrouve dans un mausolée en ruine dont il trouve la clef chaude, puis dans un autre mausolée il obtient la clef parfumée. Arrivé devant le palais de Jenane, dont il reconnaît la voix, il frappe à la porte, faisant scandale dans les petites rues adjacentes du souk, et supplie Jenane de le laisser entrer. Au début Jenane ne le reconnaît pas, mais lorsqu’il entonne la chanson arabe qu’elle lui avait apprise lorsqu’ils étaient en Europe, elle se met à pleurer et tombe dans ses bras. Jenane est devenue une marchande riche, qui accepte de l’aider pour conquérir la Fée des Djinns. Mais Asmar, à la rencontre d'Azur, n’a pas oublié qu’il fût chassé d’Europe par le père de ce dernier et, empli de rancœur envers lui, désire qu'il quitte le palais de sa mère. Mais Jenane décide de soutenir Azur et finance son expédition vers la Fée des Djinns. Azur franchit tous les obstacles et arrive à obtenir audience avec la princesse Chamsous-Sabah et le sage Yadoah, venu des mêmes contrées que lui. La princesse lui confie des artefacts pour éloigner les gardiens de la Fée des Djinns, tandis que le sage lui indique comment délivrer la Fée des Djinns.

## Fiche technique
- Titre : Azur et Asmar
- Réalisateur : Michel Ocelot
- Scénario et dialogues : Michel Ocelot
- Musique : Gabriel Yared
- Décors : Anne-Lise Koehler
- Production : Nord-Ouest Production, en association avec Cofinova 2
- Budget : 9 470 000 euros[1]
- Langues originales : arabe classique, français[2]
- Durée : 99 minutes
- Dates de sortie :
  - France : 21 mai 2006 (Festival de Cannes, La Quinzaine des réalisateurs) ; 25 octobre 2006 (sortie nationale)
  - États-Unis : 17 octobre 2008

## Distribution

### Voix originales
- Cyril Mourali : Azur adulte
  - Rayan Mahjoub : Azur enfant
- Karim M'Ribah : Asmar adulte
  - Abdelsselem Ben Amar : Asmar enfant
- Hiam Abbass : Jenane, la nourrice
- Patrick Timsit : Crapoux
- Fatma ben Khelil : la princesse Chamsous Sabah
- Tissa Bensalah D'Avila : la fée des djinns
- Sofia Boutella : la fée des elfes
- Olivier Claverie : le sage Yadoa
- Jacques Pater : le père
- Tayeb Belmihoub
- Franck-Olivier Bonnet
- Carlos Chahime
- Mohamed Damraoui
- Michel Élias
- Bouchra En Nasser
- Nicolas Lormeau
- Tassadit Mandi
- Sonia Mankaï
- Hamid Nasser
- Mohamed Ourdache
- Al Pariente
- Lahcen Razzougui
- Hichem Rostom
- Mahmoud Saïd
- Myriam Tekaïa
- Djemal Touidjine
- Hichem Yacoubi
- Omar Yami
- Voix maquettes : Arlette Mirapeu, Philippe Cheytion & Yves Barsaq

### Voix anglophones
- Jay Baruchel : Azur
- Finn Wolfhard : Azur (enfant)
- Charlie Day : Asmar
- Noah Schnapp : Asmar (enfant)
- Laurie Metcalf : Jenane la nourrire
- Keegan-Michael Key : Crapoux
- Millie Bobby Brown : la princesse Chamsous Sabah
- Jeremy Irons : le père

## Production

### Réalisation

#### Inspiration
Michel Ocelot conçoit son film comme « une célébration du Maghreb et de la civilisation islamique au Moyen Age ». Ayant gardé un bon souvenir d’un voyage en Algérie durant son adolescence, il visite « les trois pays du Maghreb » pour dessiner les esquisses du décor pour son film. La ville de Timgad l’a marqué en particulier. D’un autre voyage en 2001, le Bastion 23 et le musée du Bardo d’Alger lui ont inspiré « une belle demeure mauresque ».
Pour la tenue des personnages, Ocelot se documente notamment à l'aide d'un livre sur le costume algérien et de celles vues au musée du Bardo. Les femmes du film portent des tenues berbères et la coiffe de la Fée des Djinns s'inspire d'une coiffe conservée au musée du Bardo à Alger en Algérie.
Le voyage d'Azur et Asmar au pays de l'autre côté de la mer est un moyen d'évoquer le thème de l'immigration et la difficulté d'être immigré. C'est pour cela que les dialogues en arabe du film ne sont ni doublés, ni sous-titrés : « Un des problèmes de l´immigré aussi est de ne pas comprendre ni se faire comprendre ». Comme l'explique Michel Ocelot dans les suppléments du DVD du film, Crapoux est le personnage qui montre la difficulté d'intégration du réalisateur à son arrivée en France dans les années 1950.

#### Conception
Le film est entièrement réalisé par ordinateur.
Soucieux de respecter l’authenticité de la langue arabe, Ocelot fait appel à Hiam Abbass, scénariste, réalisatrice et autrice palestinienne, pour vérifier les dialogues. Hiam Abbass assure également le doublage de l'ensemble des dialogues du personnage de la mère et nourrice d'Azur et Asmar.
La Chanson d'Azur et Asmar (adaptée en français par Philippe Latger et Michel Ocelot) a été écrite et interprétée par Souad Massi chanteuse Algérienne d'ethnie Kabyle.

### Financement
Pour réaliser et achever Azur et Asmar, la maison de production Nord-Ouest Production des producteurs Christophe Rossignon et Philip Boëffard a rassemblé dix millions d'euros, dont un million d'euros sous la forme de crédit d'impôt accordé par le ministère des Finances français car le film a été réalisé en France.
Cette somme, plus importante que pour un long-métrage avec acteurs réels, explique le nombre important de financiers présents dans le générique de début : deux chaînes de télévision (France 3 et Canal+), les régions Île-de-France et Rhône-Alpes, le distributeur en salles et en DVD Diaphana, et des coproducteurs et institutions européens.
Ces apports sont complétés par les préventes pour l'exploitation du film dans 35 pays signées après l'avant-première au Festival de Cannes 2006 où le film est présenté pendant la Quinzaine des réalisateurs. Au Japon, le film est ainsi distribué par le studio Ghibli.

### Exploitation à l'étranger
Le film a du mal à trouver un distributeur aux États-Unis à cause de la scène d'allaitement des deux bébés par Jenane au début du film, les distributeurs américains considérant la nudité des seins comme obscène.
Le film a été censuré en Asie.
En Allemagne, on a proposé à Michel Ocelot de doubler tous les dialogues du film en allemand, alors qu'une grande partie du travail a été faite en arabe classique dans la version originale. Michel Ocelot a préféré perdre un gros distributeur allemand pour un plus modeste plutôt que mutiler son œuvre.
En dépit de ces quelques difficultés, Azur et Asmar intéresse les distributeurs étrangers et sort en salles dans plus de 35 pays du monde.

## Box-office
Azur et Asmar sort en France le 25 octobre 2006, distribué par la société Diaphana. Il remporte un succès public en réunissant plus d'1,5 million de spectateurs pendant son exploitation en salles en 2006. Le film est régulièrement repris pendant plusieurs années et, selon l'European Audiovisual Observatory, il compte deux millions d'entrées en France en 2024.
| Pays ou région    | Box-office        |
| ----------------- | ----------------- |
| France            | 2 043 144 entrées |
| Belgique          | 98 246 entrées    |
| Italie            | 64 147 entrées    |
| Grèce             | 27 207 entrées    |
| Espagne           | 25 195 entrées    |
| Suisse            | 14 793 entrées    |
| Total hors France | 250 668 entrées   |
| Total Monde       | 2 293 812 entrées |

## Distinctions

### Récompenses
- AniMovi : Prix du meilleur long métrage d'animation, au Festival International du Film d'Animation de Stuttgart (Internationales Trickfilm Festival Stuttgart (2007)[10].
- Prix Animé TVA 2006 au Festival du cinéma international en Abitibi-Témiscamingue
- Prix Communications et Société 2006 au Festival du cinéma international en Abitibi-Témiscamingue

### Nominations et sélections
- César 2007: César de la meilleure musique écrite pour un film[11].

## Adaptations
Le film a fait l'objet d'une adaptation en jeu vidéo, également intitulée Azur et Asmar.